# Kloster Amelungsborn
Das Kloster Amelungsborn (auch Amelunxborn) ist eine ehemalige Zisterzienser-Abtei und heute ein evangelisches Kloster am Südrande des Odfeldes bei Negenborn und Stadtoldendorf im Landkreis Holzminden östlich des Voglers an der B 64 in Südniedersachsen. Es ist nach dem Kloster Walkenried die älteste Gründung des Zisterzienserordens in Niedersachsen. Die Klosterkirche St. Marien ist zugleich Gemeindekirche der ehemaligen Klosterdörfer Negenborn und Holenberg. Kloster Amelungsborn ist Handlungsort des Romans Das Odfeld von Wilhelm Raabe.

## Geschichte

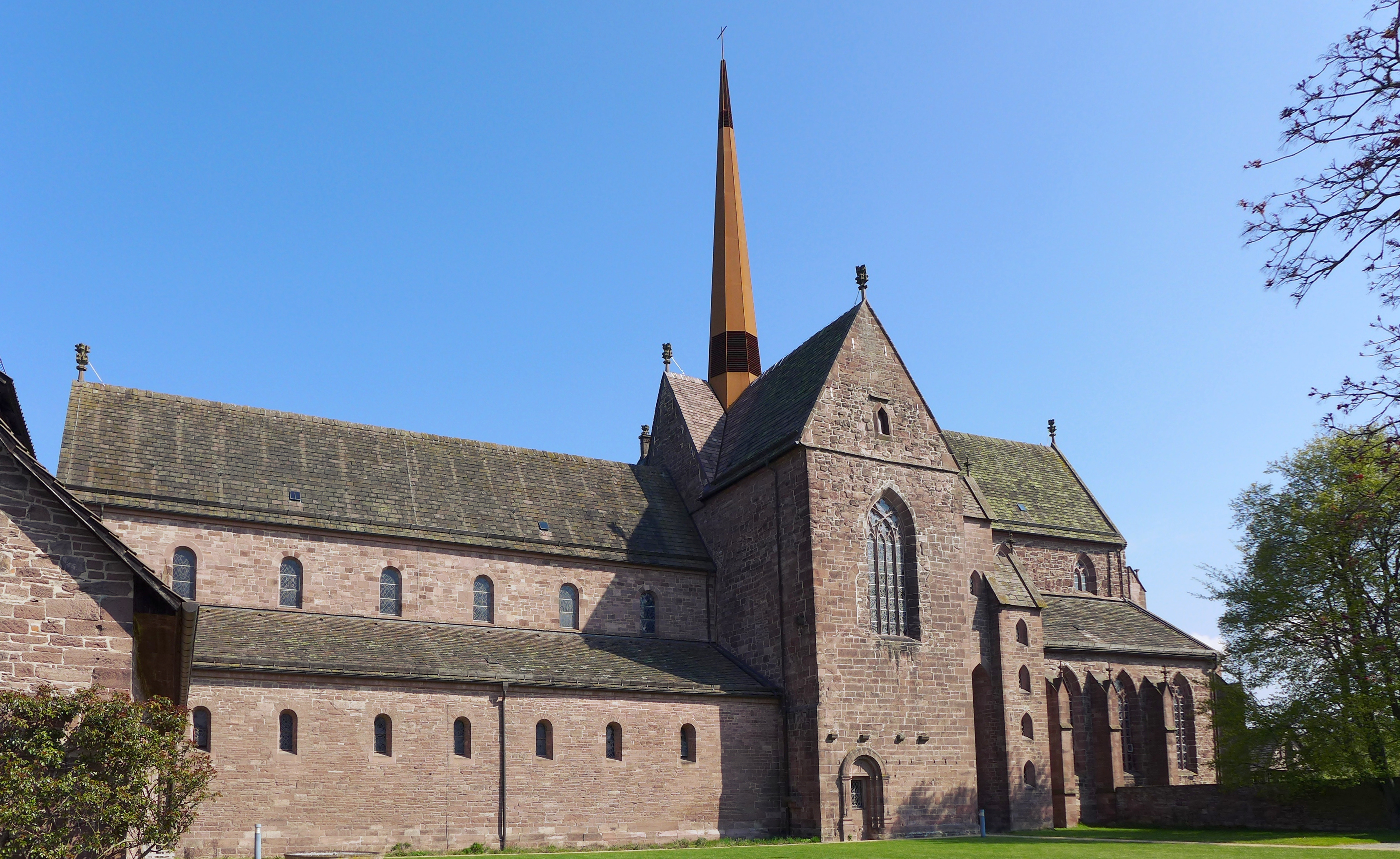
Ansicht der Klosterkirche von Süden (2017)

Im Jahr 1124 erreichten Mönche aus dem niederrheinischen Zisterzienserkloster Altenkamp das ihnen von Siegfried IV., dem letzten Grafen von Northeim-Boyneburg und Homburg, zu einer neuen Klostergründung gestiftete Gelände westlich des heutigen Stadtoldendorf.
Die „villa Amelungsborn“, die ihren Namen nach der im Klosterareal noch heute nachweisbaren Quelle, dem „Born“ (Brunnen) des Amelung trägt, gehörte zu den Erbgütern des Fürstengeschlechts. Am 5. Dezember 1129 wird das Kloster von Papst Honorius II. bestätigt, die Echtheit dieser Urkunde ist allerdings umstritten.
Eine Stiftungsurkunde liegt nicht mehr vor. Als wahrscheinlichstes Jahr der Stiftung gilt 1129, da laut Zisterzienser-Verzeichnissen am 20. November 1135 Abt und Konvent in das Kloster einzogen und zwischen der Stiftung und dem Einzug des Konvents üblicherweise sechs Jahre vergingen. Mit der Stiftung des neuen Zisterzienserklosters Amelungsborn verfolgte Graf Siegfried IV. von Boyneburg – ebenso wie mit dem Neubau der nahegelegenen Burg Homburg – das Ziel, sein Territorium fern seinem Stammsitz in Nordhessen abzusichern.
1135 erfolgte die Weihe des Klosters durch Bischof Bernhard I. von Hildesheim. Die Besetzung erfolgte wie bei Walkenried und später auch bei Michaelstein bei Blankenburg von Altenkamp am Niederrhein aus, so dass Amelungsborn Enkelkloster von Morimond und Urenkelkloster von Cîteaux, dem 1098 gegründeten Stammkloster der Zisterzienser, war. Erster Abt des Klosters wurde 1141 Abt Heinrich I., ein Halbbruder des Grafen Siegfried IV.

### Weitere Entwicklung und Tochtergründungen
Die positive wirtschaftliche Entwicklung der Abtei ermöglichte die Ausbreitung des Ordens. Bereits 1138 stellte Amelungsborn den Gründungsabt für Kloster Mariental bei Helmstedt. 1145 entsandte Amelungsborn einen vollständigen Konvent zur Gründung des Klosters in Riddagshausen bei Braunschweig und wurde so zum Mutterkloster von Riddagshausen. Dort legten die Ordensbrüder eine Teichlandschaft für die Fischzucht an, die heute Naturschutzgebiet ist; von den ehemals 28 Teichen existieren heute noch elf.
Amelungsborn wurde Mutterkloster des reichen und mächtigen Kloster Doberan (im heutigen Bad Doberan) bei Rostock, dessen Besetzung 1171 und nochmals 1176 durch den von Amelungsborn ausgehenden Wendenbekehrer Mönch Berno veranlasst wurde. Dieser wurde im Jahr 1158 erster Bischof von Mecklenburg.
Die älteste Nachricht (zwischen 1199 und 1206) über den Ort Wennigsen, die nur in einer Abschrift des 13. Jahrhunderts im Copialbuch des Klosters Amelungsborn überliefert ist, befindet sich in einer Urkunde des Hartbert (Bischof von Hildesheim 1199–1216). In diesem Dokument wird beurkundet, dass Graf Bernhard von Poppenburg und Spiegelberg aus Wennigsen auf die Verwaltung des vom Kloster Amelungsborn seinem Vater übertragenen Salzwerkes in Swalenhusen bei Hemmendorf verzichtet.
Weitere Enkelklöster wurden Kloster Isenhagen bei Wittingen und Kloster Wahlshausen (heute Fuldatal Ortsteil Wilhelmshausen) durch Riddagshausen sowie Dargun und Pelplin durch Doberan. Amelungsborn wurde das reichste und zugleich mit der ostdeutschen Kolonisationsbewegung am stärksten verbundene Kloster des welfischen Bereiches. Um 1280 lebten in der Zisterzienserabtei Amelungsborn 50 Chormönche und 90 Laienbrüder.
Auch nach der Entfremdung der hauptsächlich um Satow und Dranse gruppierten mecklenburgischen Güter im 14. Jahrhundert sicherte sich die Abtei Amelungsborn reichlich Besitz, der außer durch die Edelherren von Homburg, als Rechtsnachfolger des Gründers, insbesondere durch die Grafen von Everstein zwischen Weser und Leine freigiebig vermehrt wurde. Darunter befanden sich die teils aus gelegten Dörfern oder Weilern gebildeten Wirtschaftshöfe (Grangie): Allersheim bei Holzminden, Schnedinghausen bei Moringen, Erzhausen, Bruchhof und Holtershausen bei Greene, dazu Stadthöfe in Einbeck, Höxter und Hameln sowie Forstbesitz in der Nähe des Klosters. Für Hermann II. von Everstein und seine Frau Adelheid wurde Mitte des 14. Jahrhunderts im Chor der Klosterkirche ein vollplastisches Grabmal geschaffen.
1372 wirkte der Amelungsborner Mönch Jan von Brunswick als Schreiber einer illuminierten Wigalois-Handschrift für Herzog Albrecht I. von Braunschweig-Grubenhagen.

### Nach der Reformation

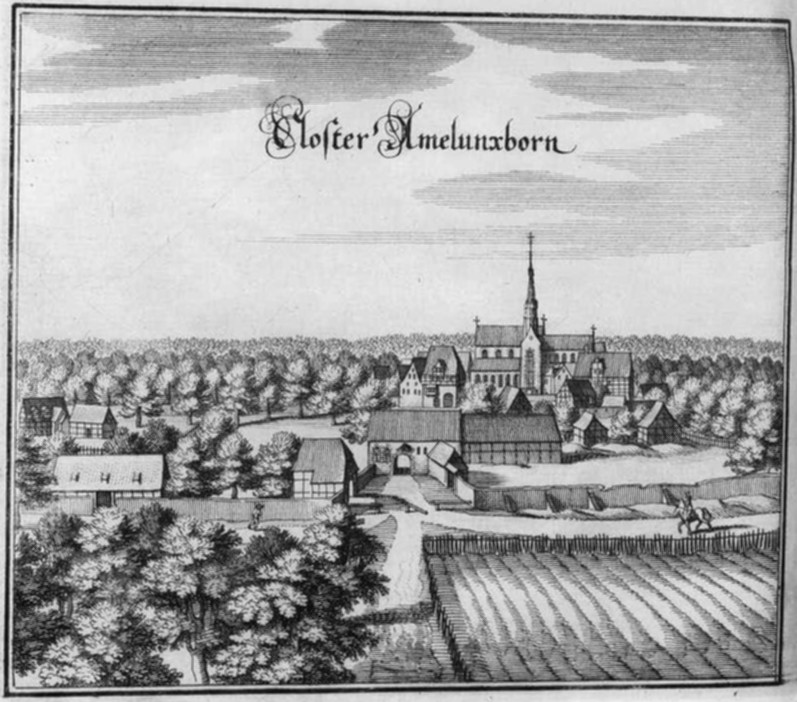
Ansicht des Klosters von Süden bei Matthäus Merian, veröffentlicht 1654

Im 16. Jahrhundert geriet die Abtei Amelungsborn fast widerstandslos in landesfürstliche welfische Abhängigkeit. 1549 erfolgte die erzwungene Abtretung des reichen Außenhofes Allersheim bei Holzminden an Herzog Heinrich den Jüngeren von Braunschweig. 1568, nach dem Regierungsantritt von Herzog Julius von Braunschweig, erfolgte die Einführung der Reformation und die Verbindung des Klosters mit einer Lateinschule. 1588 starb der erste evangelische Abt und Begründer der Klosterschule Andreas Steinhauer. Der Unterhalt der Lateinschule blieb Hauptaufgabe des Klosters. Der Direktor der Lateinschule wurde jeweils zum Prior des Klosters ernannt, die Lehrer waren Konventualen.
Seit dem Dreißigjährigen Krieg, als in Amelungsborn unter dem Landdrostenregiment Herzog Friedrich Ulrichs zeitweilig eine Kipper- und Wipper-Münze betrieben wurde, blieben die wirtschaftlichen Verhältnisse zerrüttet. So diente die nördlich gelegene Abtskapelle zwischenzeitlich als Molkerei.
1655 erließ der Herzog eine neue Klosterordnung und bestellte den in Holzminden neu eingesetzten Generalsuperintendenten des Braunschweigischen Weserdistriktes zum Abt des Klosters.
1760 wurde die Klosterschule durch Herzog Karl I. nach Holzminden verlegt und mit der dortigen Stadtschule vereinigt, aus der später das heutige Campe-Gymnasium hervorgegangen ist. Um 1810 endete jeder korporative Zusammenhalt, obgleich das Amt des Abtes auch im 19. Jh. weiter bestehen blieb. Als 1875 die schulischen Aufgaben des Klosters durch die Verstaatlichung der Schule endeten, bestand das Abtsamt noch als Ehrentitel für hohe braunschweigische Geistlichkeit fort.
1837 fiel das Kloster an Wolfenbütteler Konsistorialräte und war seit 1912 vakant, weil die Frage des Besetzungsrechts zwischen der Staatsregierung und der braunschweigischen Landeskirche umstritten war.
Ab 1874 wurden erste Restaurierungen durchgeführt, bei denen jedoch einige Gebäudeteile, wie der Kreuzgang und die Abtskapelle, gänzlich abgerissen wurden.

### 20. Jahrhundert
Durch den Gebietsausgleich vom 1. August 1941 gelangte der Landkreis Holzminden vom Land Braunschweig zur preußischen Provinz Hannover. Gleichzeitig kam die Kirche zur Landeskirche Hannover. Der Kirchensenat trat in die Rechte des früheren Landesherrn ein und übernahm die Zuständigkeit für Kloster Amelungsborn.
Im Zweiten Weltkrieg wurde die Klosteranlage durch Kriegshandlungen schwer beschädigt. Am 6. April 1945 stießen amerikanische Truppen, aus Eschershausen und aus Bevern kommend, bis zum Kloster vor. Kurz vor dem Einmarsch wurde ein Verpflegungsdepot der Reichsregierung für die Bevölkerung freigegeben. 20 bis 30 Soldaten der Waffen-SS leisteten zunächst noch Widerstand mit leichten Waffen, bis sie ihre Munition aufgebraucht hatten und in Richtung Stadtoldendorf flohen. Obwohl Amelungsborn frei von deutschen Soldaten war, ließen die US-amerikanischen Truppen am 8. April Bombardierungen vornehmen und nahmen das Kloster unter heftigen Beschuss. Rund 21 Bombentreffer gingen auf die Häuser und Ställe der Klosteranlage nieder.
Das Längsschiff der Kirche erhielt einen Treffer und stürzte ein, der Südteil brach völlig zusammen, und die südliche Säulenreihe wurde völlig zerstört. Ebenso wurde das große Ostfenster von 1350 vernichtet. Artilleriefeuer setzte gegen 13 Uhr den Zeiger der Turmuhr außer Betrieb. Kanzel, Altar und Kirchenbänke nahmen schweren Schaden, ein Pfeiler im Chorraum drohte umzustürzen, alle Fenster wurden zerstört.
Mit dem Wiederaufbau wurde 1954 begonnen, der zur Kirchweihe am 12. Juli 1959 weitgehend abgeschlossen war.
Neue Möglichkeiten für das Kloster brachte der Loccumer Vertrag, ein Staatsvertrag von 1955 zwischen dem Land Niedersachsen und den fünf evangelischen Landeskirchen. Die zuständigen kirchlichen Behörden konnten nun die Prälaturen Amelungsborn, Königslutter, Mariental und Riddagshausen ohne staatliche Mitwirkung regeln.
1960 wurde Christhard Mahrenholz neuer Abt, berief einen Konvent und gründete die Laienbruderschaft der Familiaritas. Der frühere Klosterbezirk, der bis dahin von der Braunschweig-Stiftung verwaltet wurde, ging 1965 wieder in den Besitz des Konvents über.
Die Verfassung der Evangelisch-Lutherischen Landeskirche Hannovers vom 11. Februar 1965 besagt: „Das Kloster Amelungsborn ist eine geistliche Körperschaft in der Landeskirche, die landeskirchliche Aufgaben zu erfüllen hat. Die Oberaufsicht über das Kloster führt der Kirchensenat; er erläßt die Klosterverfassung und bestimmt im Einverständnis mit dem Landessynodalausschuss die landeskirchlichen Aufgaben des Klosters. Der Abt wird nach Anhörung des Konvents vom Kirchensenat ernannt.“ Der Konvent besteht heute aus dem Abt und acht Konventualen. Zur Familiaritas gehören etwa 40 Männer (Familiaren, Novizen und Hospitanten), die sich elfmal im Jahr zu Einkehrwochenenden im Kloster treffen.
Die Klostergebäude dienen heute als Tagungsstätte und sind eine Station am Pilgerweg Loccum–Volkenroda.

### Postgeschichte

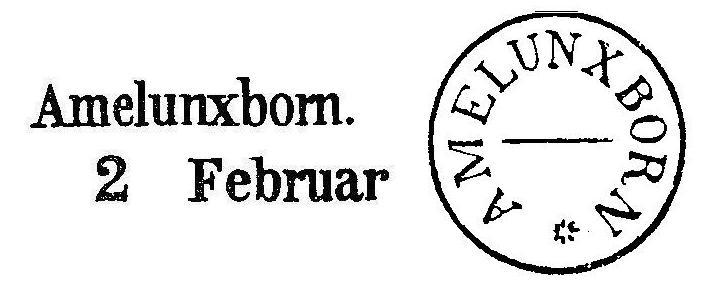
Poststempel von Amelungsborn

Im Klostergut gab es 1825 eine Postwärterei mit einem Postwärter, die 1842 geschlossen wurde. Ab 1847 bestand eine Postsammelstelle für die örtliche Korrespondenz. Die Postversorgung erfolgte über die durchfahrenden Postkutschen zwischen Eschershausen und Stadtoldendorf. Von 1840 bis 1842 fand ein Einkreisstempel „Amelunxsborn“ mit Datumstrich Anwendung. Ab 1843 gab es einen Zweizeiler-Stempel „Amelunxborn/Datum (Tag in Ziffern, Monat in Buchstaben)“ auf den Briefen.
Zur Entwicklung des Postwesens in Amelunxborn siehe: Postroute Braunschweig-Holzminden.

## Klosteranlage
Südlich an Langhaus und Chor schloss sich der nicht mehr erhaltene Kreuzgang an, dessen Ausmaße durch einen neueren Kiesweg angedeutet werden. Vom Chor ausgehend, schlossen sich entlang der Seiten des Kreuzgangs Refektorium und Dormitorium sowie der Kapitelsaal an, die sämtlich nicht erhalten sind. Dieser gesamte „innere“ Klosterbereich, die Klausur, durfte nur noch von Mönchen und weder von Laien noch Laienbrüdern (Konversen) betreten werden. Nahe am westlichen Rand befand sich das Brunnenhaus, dessen Lage durch eine Sandstein-Schale markiert wird. Der westliche Teil des Kreuzgangs wurde später in das Fachwerkhaus integriert, das dort als Wirtschaftsgebäude anschloss und „Stein“ genannt wird. Darin befinden sich gegenwärtig Küche, Refektorium und Kapitelsaal der Laienbruderschaft.
Westlich des „Steins“ befindet sich das Brauhaus, ebenfalls aus Fachwerk, das Werkstatt der Laienbrüder war, und in dessen Keller die Fässer des brauberechtigten Einbecker Klosterhofs lagerten, in dem aber nicht gebraut wurde.
Östlich neben dem Chor befindet sich das zweigeschossige Priorhaus aus Buntsandstein. Ein kleines gotisches Fenster zeigt die Lage der einstigen Hauskapelle an.
Südöstlich befindet sich außerdem die ebenfalls zweigeschossige „Kantorey“, die im 17. Jahrhundert für den Rektor und den Kantor der Klosterschule erbaut wurde. Nach einer Kernsanierung in den 1990er Jahren dient sie heute als Tagungsstätte und Pilgerunterkunft. Südlich schließt sich ein Klostergarten an.
Vollständig erhalten ist die um 1300 errichtete große Umfassungsmauer des Klosterbezirks. Das Torhaus weist noch gotische Anteile auf.

## Klosterkirche
Wie bei zisterziensischen Klosterkirchen üblich, wurde Wert auf Einfachheit und Funktionalität gelegt, ohne Bilder und Skulpturen. Die Kirche war turmlos, ein Lettner trennte das westliche Langhaus von Vierung und Chor, die den Mönchen vorbehalten blieben. Der Chor hatte einen Umlauf für Prozessionen, daneben gab es zahlreiche Seitenaltäre für die täglichen Gottesdienste.
Vor dem Lettner stand im Langhaus ein weiterer Altar für die Laiengottesdienste. Das Langhaus und untere Teile des Querhauses stammen aus der ersten Bauphase um 1150, am basilikalen Langhaus gut an den kleinen romanischen Rundbogen-Fenstern ablesbar. Das Mittelschiff ist deutlich höher als die beiden Seitenschiffe, und durch die Obergaden-Fenster fällt zusätzliches Licht ins Langhaus. Im Westen schließt sich eine Empore und darunter eine Sakristei an, die im 19. Jahrhundert eingebaut wurden.
Der Chor und die Querschiff wurden um 1350 im gotischen Baustil erweitert, vor allem höher gebaut und gegen das Langhaus durch drei Stufen abgesetzt. Die größere Höhe war auch für das Langhaus geplant, aber nicht mehr ausgeführt worden, jedoch an der Westwand des Querhauses noch ablesbar. Der Chor ist in seiner Längsachse im Vergleich zum Langhaus um wenige Grade nach Süden abgewinkelt. Chor und Querhaus weisen größere spitzbogige Maßwerkfenster auf und sind dadurch wesentlich heller. An einigen Gewölberippen im Chor und Querhaus wurden später Zierscheiben angebracht, so die Wappen der wichtigsten Stifter: der Herzöge von Braunschweig, der Fürsten von Mecklenburg-Werle, der Grafen von Everstein aus Holzminden und der Edelherren von Homburg aus Stadtoldendorf. In der Vierung befinden sich Scheiben mit den Evangelistensymbolen, und das Lamm Gottes ziert die Schlusssteine in Lang- und Querhaus, während im Chor der Kopf Christi und Maria dargestellt sind, die beiden Hauptpatrone der Zisterzienser.
Im 14. Jahrhundert wurde die Klosterkirche mit großen Glasmalerei-Fenstern ausgestattet. An der Ostfassade des Chors findet sich gegenwärtig ein modernes Glasmalereifenster. Ursprünglich enthielt das dortige Fenster in über 72 Einzelscheiben Szenen aus dem Leben Marias, der Jugend und Passion Christi; doch nur wenige Reste überdauerten den Zweiten Weltkrieg. Diese Reste wurden auf drei Fenster des nördlichen Seitenschiffs im Langhaus verteilt. Im Nordfenster des Querhauses wurde in einer Wurzel-Jesse-Darstellung der Stammbaum Christi dargestellt. Bereits weitgehend zerstört, wurden 1838 noch zwölf Scheiben ausgebaut und dienten der Ausstattung der Kapelle auf Schloss Blankenburg. Diese wurden 1964 zurückgegeben und neu eingefasst. Sie bilden heute den östlichen Abschluss des südlichen Chorschiffs, in dem sich ein Altar sowie ein Taufstein von 1592 befinden.
Das große Ostfenster im Chor wurde 1958 von der Stadt Holzminden gestiftet und von Werner Brenneisen aus Hannover entworfen. Es zeigt in 48 kleinformatigen Szenen Leben und Leiden Christi. Die übrigen modernen Fenster stammen von Wilhelm de Graaf aus Essen-Werden, der auch 1957 das Rundfenster im Westgiebel mit der Kreuzabnahme Christi geschaffen hat. Ebenso stammt von ihm das über der Orgel befindliche Querhaus-Südfenster mit Darstellungen der Berufung und Wirkgeschichte der vier Evangelisten sowie dem Homburger Löwen und dem Stadtoldendorfer Stadtwappen.
Durch die Totenpforte an der nördlichen Querhausfassade wurden früher die verstorbenen Mönche auf den davor befindlichen Klosterfriedhof gebracht. An der Südseite des Querhauses befindet sich ein Portal, das ursprünglich auf den Kreuzgang führte; darüber sind noch Kragsteine sichtbar, die einst das Dach des Kreuzgangs trugen. Der Treppenturm wurde erst im 19. Jahrhundert östlich neben dem Portal angebaut.
Ein im Merian-Stich dargestellter, schlanker Vierungsturm wurde Ende des 15. Jahrhunderts errichtet und brannte nach dem Dreißigjährigen Krieg ab. Es folgte 1684 ein bleiverkleideter, mächtiger Vierungsturm mit geschweiftem Helm und Laterne. Die drei Glocken wurden in den 1960er Jahren von dem Heidelberger Glockengießer Friedrich Wilhelm Schilling gegossen und waren dem Kloster geschenkt.

### Altar von Erich Klahn
Im Jahr 2003 wurde im südlichen Chorraum der Klosterkirche der sogenannte Thomas-Altar von Erich Klahn aufgestellt, einem Künstler, der dem völkisch-nationalsozialistischen Milieu zuzuordnen ist, und der in vielen Werken antisemitische und nationalsozialistische Darstellungen einband. Der Altar, 1928–1930 geschaffen, war ursprünglich eine Privatanfertigung für Christhard Mahrenholz. Er wurde von der Stiftung Braunschweigischer Kulturbesitz erworben und befindet sich seit 2003 als Dauerleihgabe in Amelungsborn. Der Künstler habe die Christusfigur in ähnlicher Physiognomie wie die des 1923 hingerichteten Albert Leo Schlageter auf seinem 1930 gefertigten Gemälde „Die Erschießung von Albert Leo Schlageter“ dargestellt, so der Kunsthistoriker Herbert Pötter. Albert Leo Schlageter wurde von den Nationalsozialisten als Märtyrer und Vorläufer ihrer Bewegung angesehen. Das Gutachten Herbert Pötters stellte der Landesbischof der Evangelisch-lutherischen Landeskirche Hannovers Ralf Meister am 9. Februar 2016 in Hannover vor. Die Werke Klahns sollen nach Einschätzung des Landesbischofs nicht abgedeckt oder entfernt werden, es solle vielmehr eine Diskussion in den Kirchen, in denen seine Werke ausgestellt seien, über den Künstler geführt werden.
Der Historiker Helge Meyn-Hellberg kommt im Gegensatz dazu zu dem Ergebnis, es handle sich bei den auf dem Altar dargestellten Figuren vielmehr um kirchenmusikalische Persönlichkeiten, die für Christhard Mahrenholz eine besondere persönliche oder historische Bedeutung hatten.
Das Bildprogramm ist nach einem Thesenpapier zur Altarerklärung von Meyn-Hellberg folgendes:
Linke Innenseite (Taufe Jesu – Wiederentdeckung der barocken Orgelbaukunst)
- Jesus: Arp Schnitger (bedeutendster Orgelbauer des norddeutschen Barock)
- Johannes der Täufer: Hans Henny Jahnn (Orgelbauer und Mitglied der Orgelbewegung)

Inneres Mittelfeld (Jünger Jesu)
- Samuel Scheidt (Thema der Doktorarbeit von Mahrenholz)
- Thomas: Christhard Mahrenholz (Stifter des Altares)
- Jesus: Karl Straube (Lehrer von Mahrenholz)
- Günther Ramin (Freund von Mahrenholz)
- Hugo Distler (Schüler von Ramin und Komponist des Neobarock)

Rechte Innenseite (Mantelteilung des Heiligen Martin – Wiederentdeckung der Barockmusik)
- Martin: Karl Vötterle (Verleger der Werke von Heinrich Schütz im 20. Jahrhundert)
- Bettler: Heinrich Schütz (Komponist des Frühbarock)

Außenseite
- Mondsichel-Madonna: Hinweis auf die Kirche St. Marien in Göttingen, Mahrenholz’ erste Pfarrstelle
- Erzengel Michael: Hinweis auf die Kirche St. Michaelis in Hildesheim, Ort der Ordination Mahrenholz’

### Neuer Vierungsturm der Klosterkirche
Im Jahr 2007 wurde der barocke Vierungsturm der Klosterkirche Amelungsborn zusammen mit den Kirchenglocken abmontiert. 2016 entstand ein neuer Vierungsturm nach Entwurf des Architekten Bernhard Hirche aus Hamburg, der sich gestalterisch im Umriss an dem von historischen Bildern her bekannten spätgotischen Vorgängerturm orientieren soll. Der neue 29 Meter hohe Kirchturm wurde in zwei Stücken aus rund 500 Stahlteilen von einem Stahlbauunternehmen aus Sarstedt zusammengebaut. Der für die Verkleidung verwendete, rostbraune Cortenstahl gilt als extrem beständig und soll eine Mindesthaltbarkeit von 100 Jahren aufweisen.
Zwei Tieflader transportierten am 5. Februar 2016 die Bauteile zur Baustelle und ein 350-Tonnen-Kran setzte sie zur Montage auf die Vierung. Abt Eckhard Gorka und Bauleiter Jürgen Götz befüllten die Dokumentenkapsel, die anschließend unter der Turmspitze ihren Platz fand. Sie enthält Münzen, Baupläne, auch ein historisches Bild der Klosterkirche mit dem ursprünglichen Kirchturm und eine aktuelle Ausgabe des Täglichen Anzeigers Holzminden als örtlicher Tageszeitung.
Das Richtfest des neuen Turms fand am 6. Februar 2016 statt, die Einweihung am 11. Juni 2016.

An den Kosten von 1,1 Millionen Euro beteiligten sich die Evangelisch-lutherische Landeskirche Hannovers, die Klosterkammer Hannover und die Stiftung Braunschweigischer Kulturbesitz.

Galerie: Vierungsturm
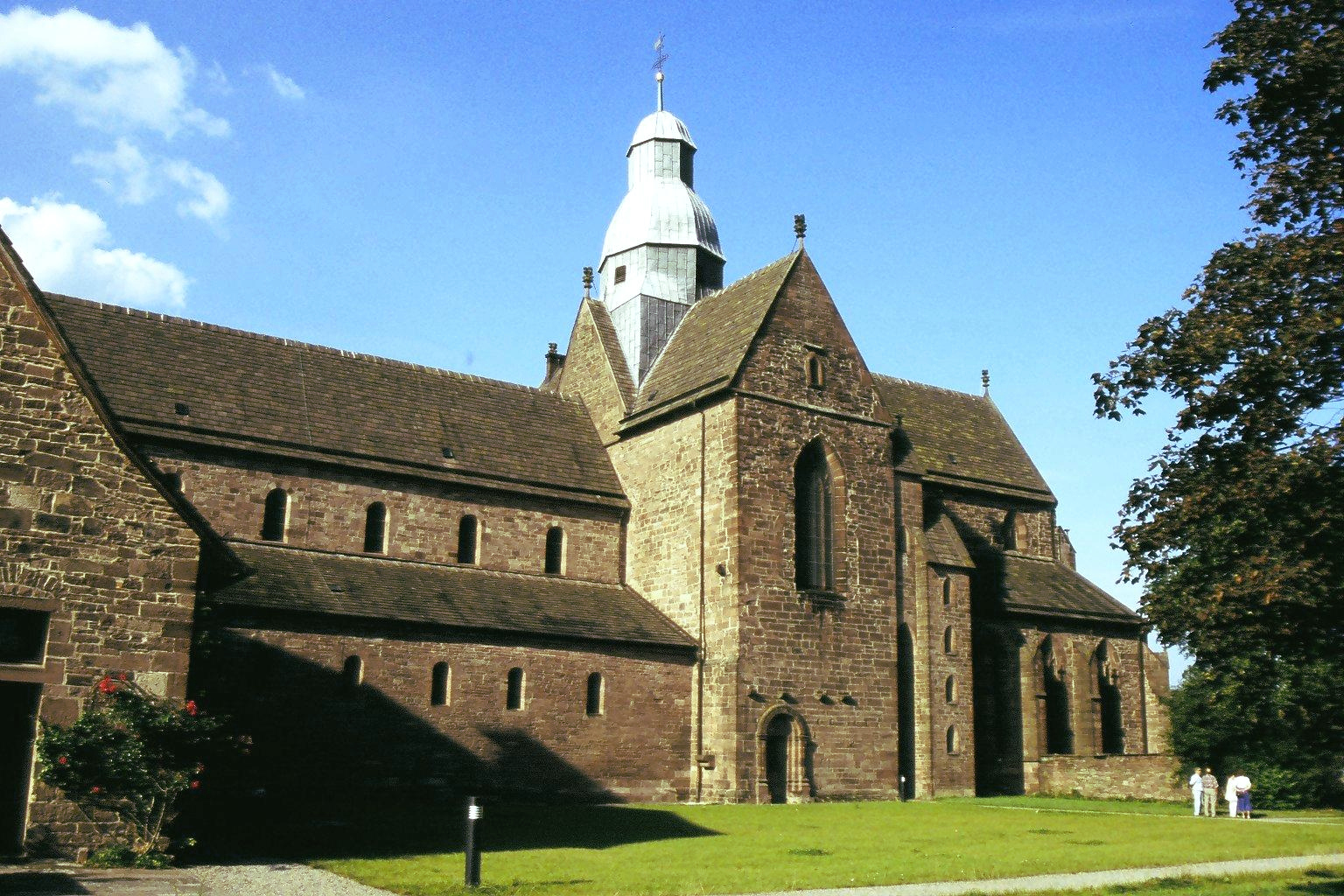
Ansicht von Südwesten mit barockem Vierungsturm (2002)
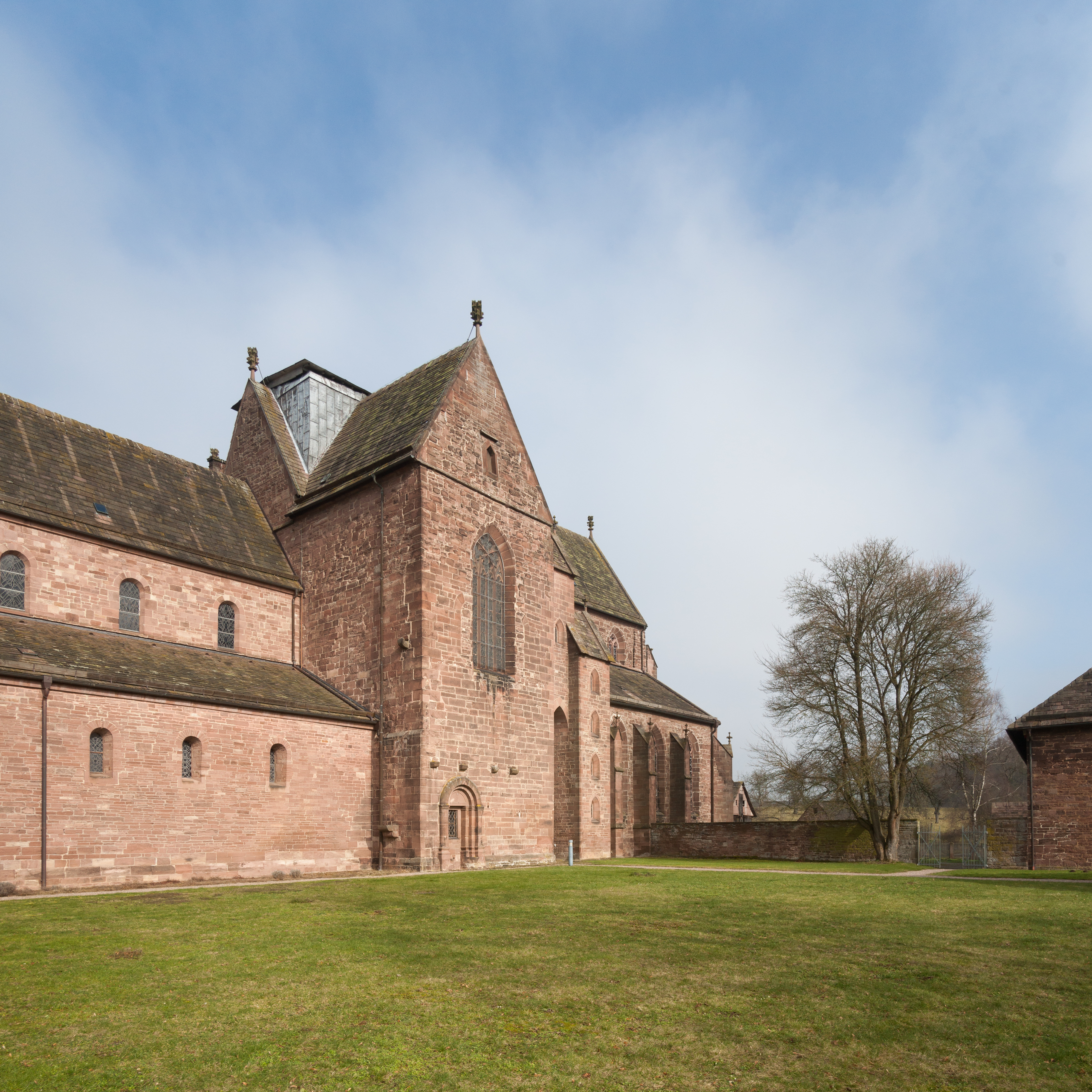
Ansicht von Südwesten mit provisorischem Zwischenzustand nach Abnahme des barocken Vierungsturms (2015)
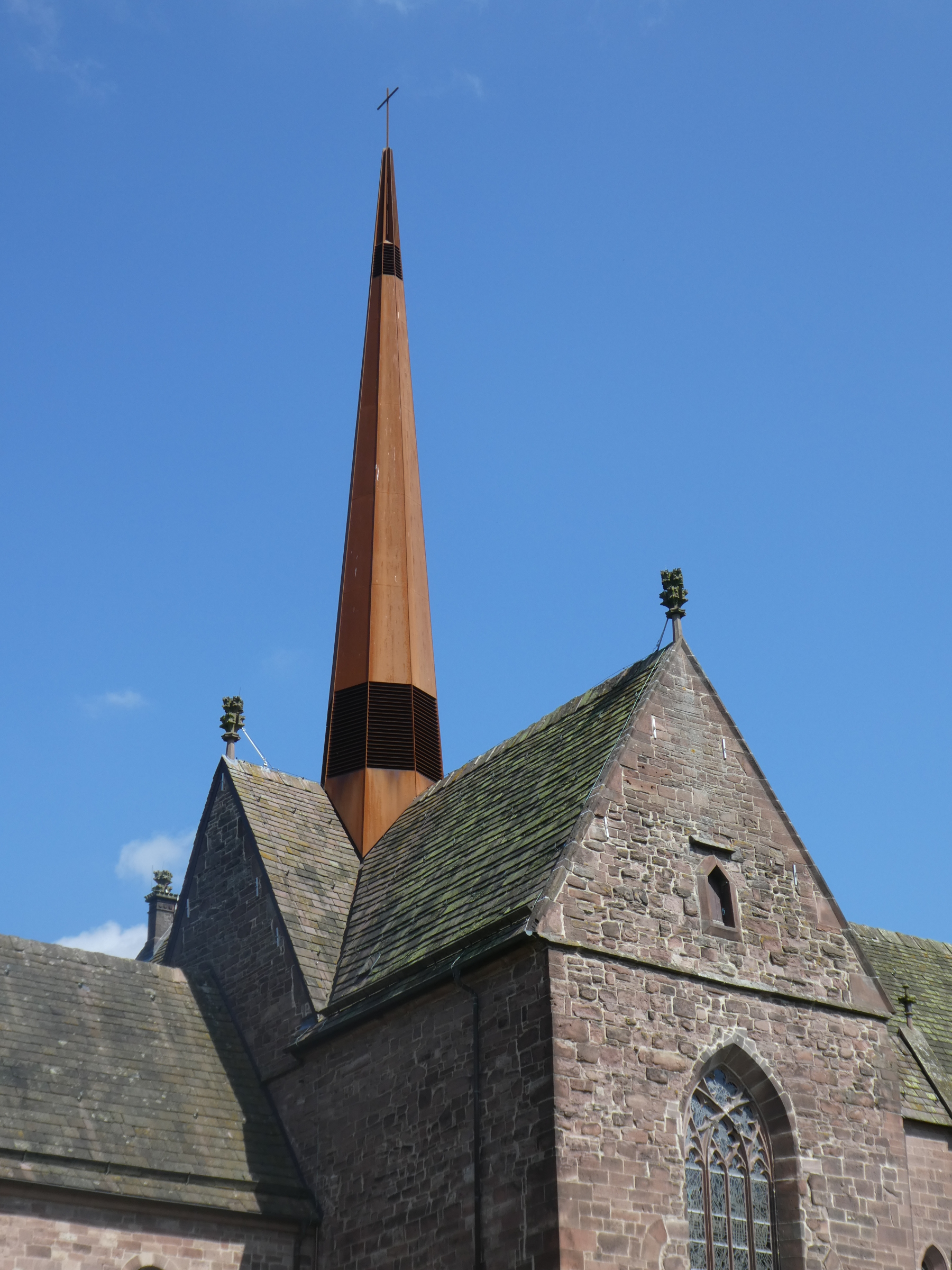
Ansicht von Südwesten mit Cortenstahl-Vierungsturm von 2016 (2024)

## Orgel
Die Orgel wurde 1969 von Karl Schuke Berliner Orgelbauwerkstatt erbaut. Das Schleifladen-Instrument hat 23 Register auf zwei Manualen und Pedal. Die Spiel- und Registertrakturen sind mechanisch.
| I Hauptwerk C–g3 |             |       |
| 1.               | Quintadena  | 16′   |
| 2.               | Prinzipal   | 8′    |
| 3.               | Rohrflöte   | 8′    |
| 4.               | Oktave      | 4′    |
| 5.               | Spitzflöte  | 4′    |
| 6.               | Waldflöte   | 2′    |
| 7.               | Mixtur V–VI | 1 ⁄3′ |
| 8.               | Trompete    | 8′    |

| II Positiv C–g3 |                 |       |
| 9.              | Gedackt         | 8′    |
| 10.             | Prinzipal       | 4′    |
| 11.             | Rohrflöte       | 4′    |
| 12.             | Oktave          | 2′    |
| 13.             | Quinte          | 1 ⁄3′ |
| 14.             | Sesquialtera II |       |
| 15.             | Scharf IV       | 1′    |
| 16.             | Krummhorn       | 8′    |
|                 | Tremulant       |       |

| Pedal C–f1 |           |     |
| 17.        | Subbaß    | 16′ |
| 18.        | Prinzipal | 8′  |
| 19.        | Bordun    | 8′  |
| 20.        | Oktave    | 4′  |
| 21.        | Mixtur V  | 2′  |
| 22.        | Posaune   | 16′ |
| 23.        | Klarine   | 4′  |

* Koppeln: II/I, I/P, II/P

## Gemeinde
2006 wurde die Kirchengemeinde Amelungsborn gegründet. Zu ihr gehören die Gemeinden in Negenborn, Holenberg, Golmbach, Warbsen, Lütgenade, und Reileifzen mit dem Pfarramt in Golmbach, das gleichzeitig Klosterpfarramt ist. Die Kirchengemeinde ist Teil des Kirchenkreises Holzminden-Bodenwerder.

## Äbte des Klosters
Die Äbte in der jüngeren Geschichte des Klosters waren:
- 1960–1971: Christhard Mahrenholz
- 1971–1989: Kurt Schmidt-Clausen
- 1989–1996: Ernst Henze
- 1996–2002: Hans-Christian Drömann
- 2002–2025: Eckhard Gorka
- seit 2025: Stephan Schaede[22]

Siehe auch:
- Liste der Äbte des Klosters Amelungsborn